# Liste der Kulturdenkmale in Sitzendorf (Thüringen)
In der Liste der Kulturdenkmale in Sitzendorf sind alle Kulturdenkmale der thüringischen Gemeinde Sitzendorf (Landkreis Saalfeld-Rudolstadt) und ihrer Ortsteile aufgelistet (Stand: 12. Februar 2013).

## Sitzendorf
Einzeldenkmale
| Bild                           | Bezeichnung                                                                                        | Lage                          | Datierung | Beschreibung | ID |
| ------------------------------ | -------------------------------------------------------------------------------------------------- | ----------------------------- | --------- | ------------ | -- |
| Fotos hochladen                | Gleis / Bestandteil der Sachgesamtheit "Eisenbahnstrecke Oberweißbacher Berg- und Schwarzatalbahn" | Koordinaten fehlen! Hilf mit. |           |              |    |
| Fotos hochladen                | Gleis / Bestandteil der Sachgesamtheit "Eisenbahnstrecke Oberweißbacher Berg- und Schwarzatalbahn" | Koordinaten fehlen! Hilf mit. |           |              |    |
| weitere Bilder Fotos hochladen | Kirche mit Ausstattung                                                                             | (Karte)                       |           |              |    |
| Fotos hochladen                | Ehem. Fabrikations- und Bürogebäude mit Ladengeschäft                                              | Bahnhofstraße 2               |           |              |    |
| Fotos hochladen                | Hotel "Annafels"                                                                                   | Bahnhofstraße 4               |           |              |    |
| Fotos hochladen                | Wohnhaus                                                                                           | Bahnhofstraße 6               |           |              |    |
| Fotos hochladen                | Wohnhaus                                                                                           | Bahnhofstraße 7               |           |              |    |
| Fotos hochladen                | Wohnhaus mit Quergebäude                                                                           | Blambachweg 2                 |           |              |    |
| Fotos hochladen                | Wohnhaus                                                                                           | Brückenstraße 4               |           |              |    |
| Fotos hochladen                | Fabrikationsgebäude der Fa. Wutzig                                                                 | Brückengasse 14               |           |              |    |
| Fotos hochladen                | Sitzendorfer Porzellanmanufaktur: Heizhaus mit Dampfmaschine                                       | Hauptstraße 26                |           |              |    |
| Fotos hochladen                | Hotel zur Linde                                                                                    | Hauptstraße 50                |           |              |    |
| Fotos hochladen                | Ehemalige Pension (heute Wohnhaus)                                                                 | Hauptstraße 76                |           |              |    |
| Fotos hochladen                | Wohnhaus                                                                                           | Hauptstraße 105               |           |              |    |

## Quelle
- Denkmalliste des Landkreises Saalfeld-Rudolstadt. (PDF; 632 kB) kreis-slf.de